# 卡佩林什 (圣安东尼奥)
卡佩林什是葡萄牙埃武拉区的一个堂区。总面积86.57平方公里，2001年总人口673人，人口密度7.8人/平方公里。